# MY WAY/Sunrize
「MY WAY／Sunrize」（マイ・ウェイ／サンライズ）は、2006年3月24日に発売された玉置成実の10枚目・初の両A面シングル。レーベルはソニー・ミュージックレコーズ。

## 収録曲
1. MY WAY
作詞:金子理佳
作曲:Tomo.
編曲:m-takeshi
  - 第37回「春の高校バレー」イメージソング。春高のイメージソングとして珍しく開催期間中の発売となった。ジャニーズ事務所所属以外の歌手が起用されたのはこの時期としては異例だったが[1]、これは当時のフジテレビアナウンサーとNEWSメンバーによる不祥事が影響したためとされる。レコーディング当初のアレンジとは別のものとなっている。元楽曲は4thアルバム「Don't Stay」にて「MY WAY Reproduction -Original Mix-」として収録。

MVは、埼玉県立大学で撮影された。[要出典]
2. Sunrize
作詞:辻純更
作曲:草野よしひろ
編曲:谷口浩司
  - こちらもA面曲だが、ノンタイアップ。
3. Prayer-Programless Beat Mix
Get Wildに続く過去のシングル曲のリミックスバージョンの収録。
4. MY WAY(instrumental)